# Luigi da Porto
Luigi da Porto (Vicenza, 10 agosto 1485 – Vicenza, 10 maggio 1529) è stato uno scrittore e storiografo italiano, noto per aver creato la vicenda e i personaggi di Romeo e Giulietta.

## Biografia

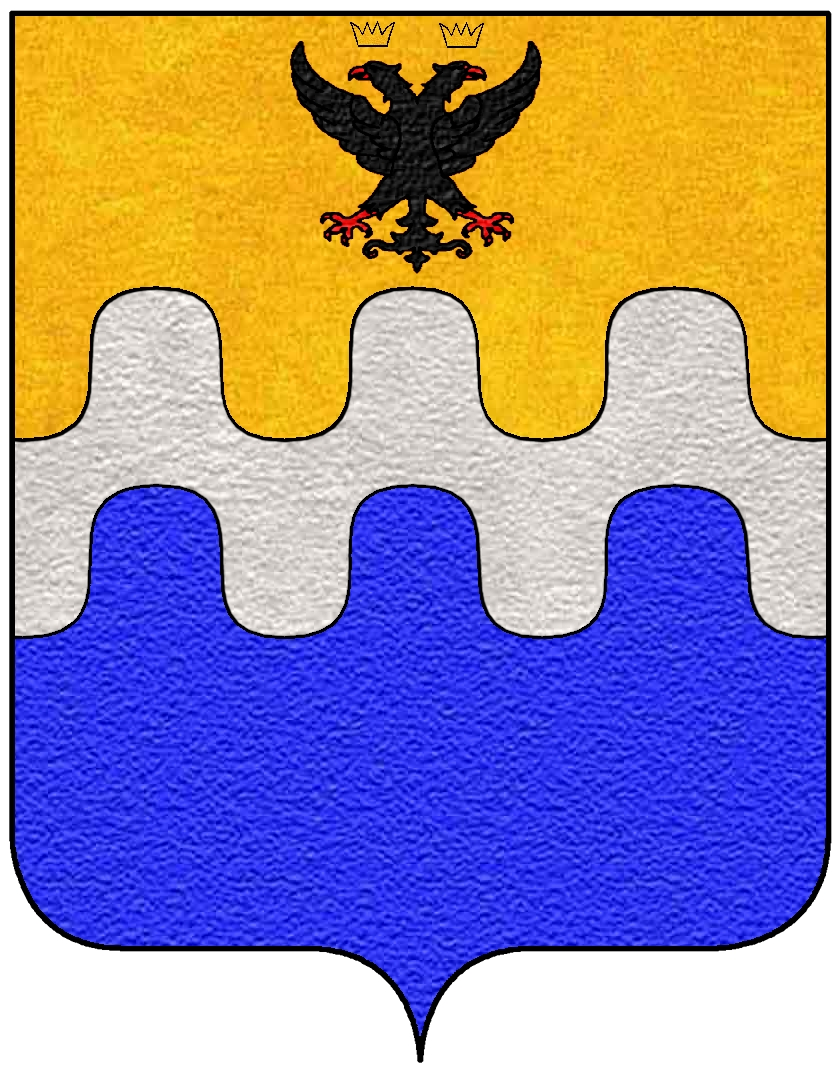
Stemma Porto

Rampollo di una nobile famiglia vicentina, rimase molto presto orfano dei genitori Bernardino Da Porto ed Elisabetta Savorgnan e venne affidato al nonno paterno Gabriele. Completò l'educazione presso un parente di Urbino e frequentò numerosi letterati, tra cui Pietro Bembo. Di indole ambiziosa, nell'ambito della guerra della lega di Cambrai fu messo al comando di 50 cavalleggeri dalla Repubblica di Venezia, quindi nel 1510 venne assegnato alle operazioni di frontiera in Friuli, lontano dai campi di battaglia che riteneva importanti. Affrontò diverse scaramucce con i reggimenti imperiali, fino alla battaglia del 21 giugno 1511 tra i fiumi Torre e Natisone, in cui fu ferito al collo da una stoccata e rimase paralizzato. Si ritirò così dalla vita militare, vivendo prima a Venezia e poi nella natia Vicenza, ove morì il 10 maggio 1529 per una non precisata malattia.
Letterato fine e poco conosciuto, scrisse delle Rime, pubblicate nel 1539, e una settantina di Lettere storiche, pubblicate nel 1857, sugli avvenimenti politici e bellici seguiti alla lega di Cambrai.
Della sua opera si ricorda soprattutto la novella che per prima narra il tormentato amore di Romeo e Giulietta.

## Romeo e Giulietta

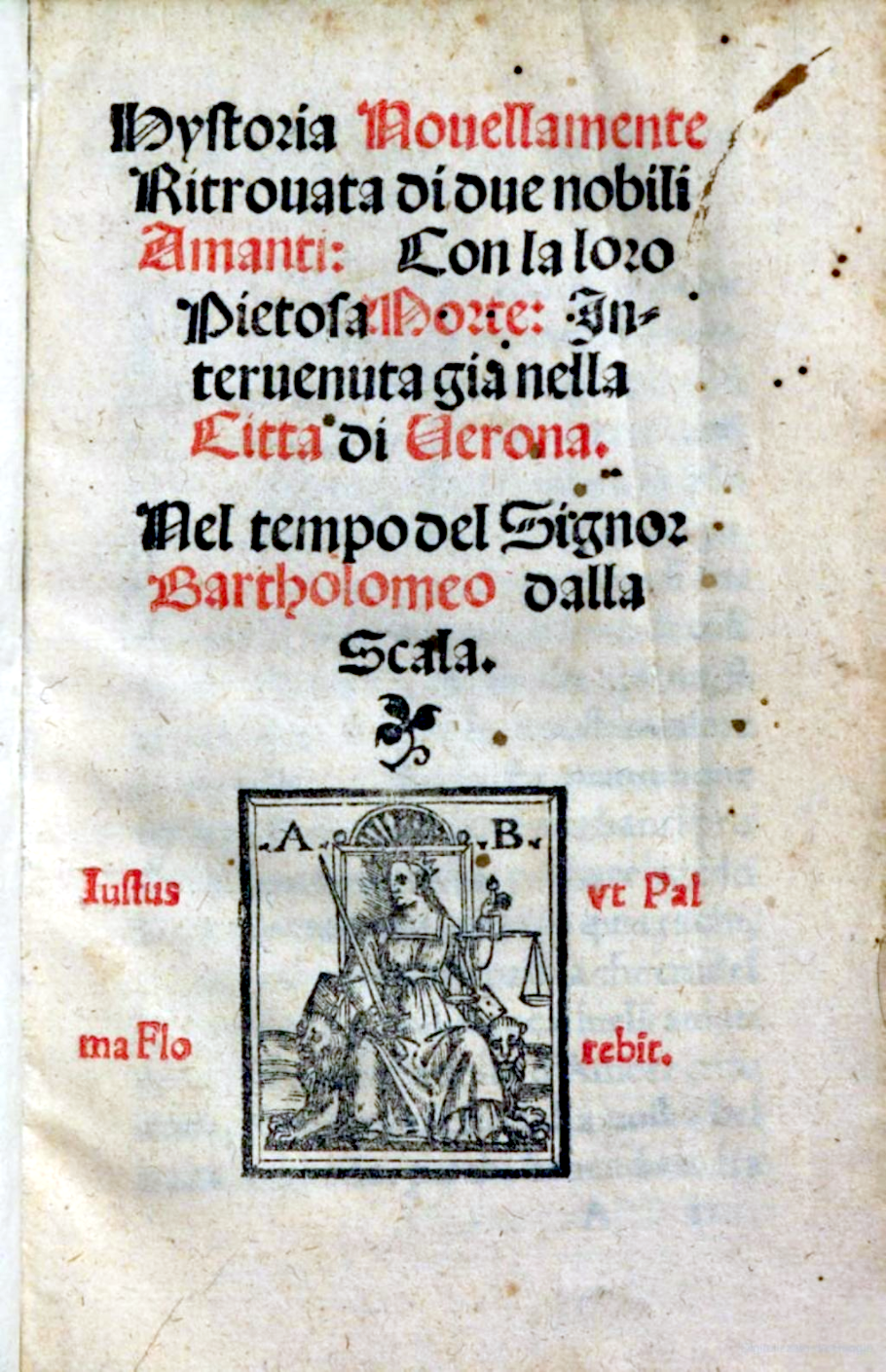
Frontespizio della prima edizione della Historia novellamente ritrovata, 1530-31

L'Historia novellamente ritrovata di due nobili amanti fu scritta tra il 1512 e il 1524 nella villa Da Porto di Montorso Vicentino. Di questa novella esistono attualmente due copie manoscritte non autografe. Dopo la morte di Da Porto, la novella fu stampata anonima a Venezia nel 1530 circa e nel 1535. Successivamente fu ristampata, con la revisione linguistica di Pietro Bembo, insieme alle Rime nel 1539. Nei decenni successivi fu trasposta in diverse versioni (da Matteo Bandello, Gerardo Boldieri e Luigi Groto) e liberamente tradotta (da Pierre Boaistuau, Arthur Brooke e William Painter), e venne alla fine drammatizzata per il teatro da William Shakespeare attorno al 1595 e da Lope De Vega attorno al 1610.
Gli elementi tipici della storia (l'amore contrastato, il matrimonio clandestino, la finta morte) si ritrovano sparsi in numerose opere precedenti; un racconto di Masuccio Salernitano, Mariotto e Ganozza del 1476, è quello che più si avvicina alla versione che scriverà Da Porto.
La particolarità di questa novella rispetto alle precedenti è il suo inserimento in una cornice verosimilmente storica. Da Porto introduce infatti la novella raccontando che, in una pausa dei combattimenti in Friuli, durante una cavalcata in compagnia da Gradisca d'Isonzo a Udine, l'arciere Pellegrino si assume il compito di consolarlo dai tormenti amorosi narrando una vicenda da cui si comprenda come «lo star molto nella prigion d'amore si disdica, sì tristi son quasi tutti è fini a' quali egli ci conduce, ch'è uno pericolo il seguirlo». Detta vicenda sarebbe un racconto assai diffuso nella sua città di origine, Verona, su due giovani amanti. Caratterizzare il racconto come una leggenda locale, ascoltata in un preciso momento della vita dello scrittore, conferisce alla storia un'aria di realismo.

La vicenda è opportunamente ambientata ai tempi di Bartolomeo I della Scala, nel 1301-1304, a Verona, presumibilmente con l'intento di riferirsi al primo soggiorno di Dante a Verona dopo la condanna all'esilio. I nomi delle due fazioni ostili, Capelletti (fazione di Cremona, la grafia con una p è quella utilizzata da Da Porto) e Montecchi, si ritrovano infatti nel canto VI, v.106, del Purgatorio. Non bisogna dimenticare inoltre che Da Porto aveva un contatto personale con la famiglia Montecchi. Essa infatti, cacciata da Verona nel 1325, si era stabilita a Udine dove era conosciuta con il nome di Monticoli e, all'epoca del soggiorno di Da Porto in Friuli, era una famiglia appartenente alla fazione di Antonio Savorgnan, zio di Da Porto. Da Porto fa diretto riferimento a Nicolò e Giovanni Monticoli nella novella.

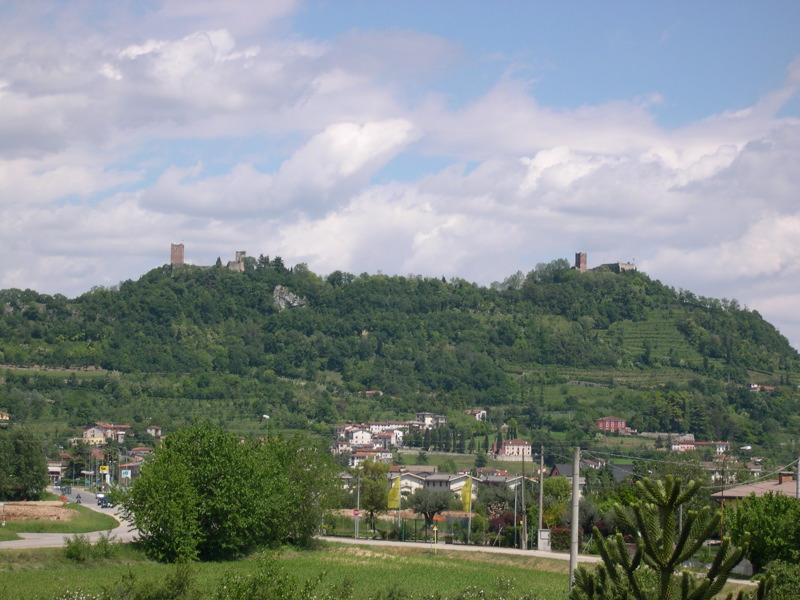
I cosiddetti castelli di Romeo e Giulietta a Montecchio Maggiore, che in realtà furono due rocche scaligere.

Montorso Vicentino, una delle dimore dell'autore dopo le gravi ferite del Friuli, dista solo pochi chilometri da Montecchio Maggiore. Dalle finestre di villa Da Porto a Montorso la vista sulle maestose rocche scaligere di Montecchio, doveva apparire davvero suggestiva: è verosimile che tale immagine, di due castelli (ora chiamati Castelli di Romeo e Giulietta) quasi in contrapposizione tra loro, abbia rafforzato l'ideazione della novella, non fosse altro che per l'accostamento tra il nome di Montecchio e quello di Montecchi attribuito proprio dal Da Porto alla famiglia di Romeo, sebbene l'ambientazione letteraria sia stata comunque da sempre collocata nella città di Verona.
Altre teorie più recenti e documentate danno invece al racconto un carattere più autobiografico, per cui dietro Romeo e Giulietta si celerebbero le figure di Luigi stesso e di sua cugina Lucina Savorgnan, implicati entrambi nelle vicende di faide tra Strumieri e Zamberlani che infiammavano il Friuli nel primo Cinquecento e che culminarono con la rivolta della Crudel Zobia Grassa. Sia Lucina che Luigi (e anche Francesco, che sposò Lucina) facevano parte di due rami ostili della famiglia Savorgnan. Dopo la morte del padre, "guardiano di Lucina" era diventato Girolamo Savorgnan, che era in pessimi rapporti con Antonio Savorgnan, lo zio di Luigi e Francesco. Il matrimonio tra Lucina e Francesco fu sancito dalla Serenissima proprio per porre fine alla faida.
Ad avvalorare queste teorie ci sarebbero corrispondenze tra le cronache friulane e i particolari del racconto di Da Porto e alcuni dettagli che rispecchiano più la situazione urbanistica di Udine che non quella di Verona.